# Famille Hillenweck
La famille Hillenweck est une famille alsacienne (dont le patronyme s’est écrit de diverses manières jusqu’au XVIIIe siècle (Hylweck, Hülweg, Hillweg, Hilweckh, Hillenweckh…), l’une des plus anciennes de Thann où elle a été présente au moins depuis le XVe siècle, et - par l’une de ses branches - jusqu’à la fin du XXe siècle. À cette famille appartiennent notamment un abbé qui a marqué l'histoire de l'abbaye de Lucelle, et le peintre François Hillenweck au XVIIIe siècle. Les derniers Hillenweck présents à Thann ont été pris dans la tourmente des guerres franco-allemandes entre 1870 et 1945.

## Origines
Le premier Hillenweck connu est Thiébaut ou Théobald Hylweck, né à Thann vers 1450-1453, qui a fait ses études à l’abbaye cistersienne de Lucelle, dans le nord du Jura français à proximité de la Suisse, et qui, une fois prêtre et moine, en est devenu cellérier et prieur. Élu abbé, il a été sacré à Bâle le 21 décembre 1494. En 1499, les Confédérés suisses pillent Lucelle qui a pris le parti de leur ennemi l’empereur Maximilien 1er. En 1524, les paysans révoltés dévastent l’abbaye. L’abbé Hylweck entreprend des restaurations, et construit un nouveau clocher. Il étend même les possessions de l’abbaye. Quand, en 1529, les iconoclastes du diocèse de Bâle s’attaquent aux églises, il sauve des statues – de la Vierge et de saint Bernard - qu’il porte à travers la ville jusqu’à Lucelle. Il se retire en 1532, et meurt en 1535.
Entre l’époque de Thiébaut Hylweck et le début du XVIIe siècle à partir duquel les registres paroissiaux  permettent de reconstituer les filiations, les données disponibles, malheureusement fragmentaires, attestent de la présence à Thann de plusieurs Hillenweck assez prospères. Contrairement à d’autres familles alsaciennes qui ont disparu pendant la Guerre de Trente Ans (1618-1648), les Hillenweck y ont survécu. À partir de 1600 environ, et jusqu’à nos jours, on peut reconstituer leur filiation à partir des registres paroissiaux de Thann (rédigés en latin) puis à partir de l’état civil.

## Une famille de notables de Thann

### La vie de la cité
Plusieurs membres de la famille Hillenweck ont exercé des fonctions officielles à Thann, en tant que « bangard » (garde du ban) et « sénateur » (faisant partie du conseil dirigeant de la cité).
La ville de Thann, possession des Habsbourg à partir de 1324, est devenue française en 1648 à l’issue de la guerre de Trente Ans, avec Mazarin pour seigneur. Trois fonctionnaires - le bailli, le greffier, le procureur fiscal - nommés par le seigneur et remplissant aussi des fonctions conférées par l’intendant représentant de l’autorité royale géraient les affaires, de concert avec le «Magistrat ». Celui-ci était formé d’un tribunal et surtout d’un conseil (dénommé «senatus» dans les registres paroissiaux) composé de deux bourgmestres et de plusieurs conseillers, recrutés par cooptation. Aucun citoyen de Thann (en latin, les « bourgeois » y étaient dénommés « cives ») ne pouvait occuper de fonction officielle s’il n’avait pas été bangard, c’est-à-dire garde-vignes, « Banwarte » en allemand, « Bangert » en alsacien, premier niveau du « cursus honorum ».
Ces bangards, au nombre de quatre, choisis parmi les bourgeois solvables et honorables, étaient nommés pour un an par le « Magistrat ». Il subsiste aujourd’hui, près de la sous-préfecture, à proximité du centre culturel, une cabane des bangards, autrefois située au milieu des vignes. On y trouve des bas-reliefs sculptés et des panneaux de bois peints, par lesquels les bangards commémoraient leur mandat. On y lit leurs noms, les emblèmes de leur métier, des renseignements météorologiques, etc. D’autres tableaux de la série sont conservés au musée de Thann.

### Les Hillenweck à partir de 1600
Les trois premières générations de Hillenweck qui se sont succédé à partir de 1600 sont les suivantes.

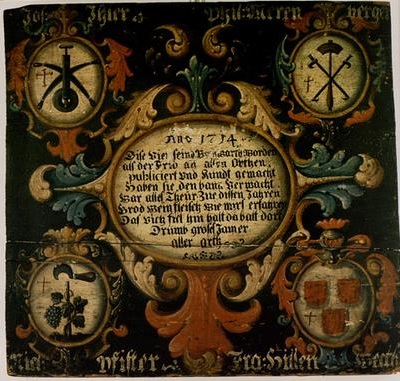
Panneau commémorant les bangards de 1714, on peut lire en bas à droite le nom de Franz Hillenweckh.
Jeune frère de Francois Hillenweck, Mathieu Hillenweck avait un blason représentant un cœur percé de trois clous, d’après une dalle commémorative conservée dans la cabane des bangards.

Nicolas Hillenweck, dont les parents ne sont pas connus avec certitude, s’est marié avec Cunégonde Hirt. De ce mariage sont nés au moins six enfants de 1611 à 1630, dont Jean Guillaume, Jean Gaspard, Michel :  
- Jean Guillaume Hillenweck (Thann 1611-Thann 1685) drapier, bangard en 1650, s’est marié à Thann en 1644 avec Catherine Kibler (décédée à Thann en 1662), fille de Sébastien, bangard en 1590. L’un des témoins des mariés Hillenweck-Kibler a été Simon Rauch bangard en 1621. De cette union est né Jean Georges Hillenweck (Thann 1647-Thann 1709), marchand, bangard en 1676, sénateur, qui s’est marié à Thann en 1675 avec Marie Madeleine Guggenberger. Les témoins des mariés ont été François Barth, greffier de la cité, et Sigismond (ou Sigmund) Gobel (bangard en 1659, mercier, sénateur, bourgmestre dans les années 1680, mari d’Anna Barbara Guggenberger) ;
- Jean Gaspard Hillenweck (Thann 1623-Thann 1695) : voir ci-dessous ;
- Michel Hillenweck (né en 1625), charron (carpentarius), bangard en 1669, s’est marié à Thann en 1659 avec Anne Barbe Werner. Les témoins des mariés ont été Jacques Bösch, mercier, bangard en 1649, sénateur, et Jean Jacques Schnöbelen, charcutier, bangard en 1632.

Fils de Nicolas et de Cunégonde Hirt, Gaspard  (Jean Gaspard) Hillenweck (Thann 1623-Thann 1695) s’est marié à Thann en 1659 avec Ursule Seelman(n) (née à Thann en 1639), fille de Jean Thiébaut et de Marguerite Hillenweck. Les témoins des mariés ont été Jacques Bösch et Sigismond Gobel, déjà mentionnés plus haut. Jean Gaspard Hillenweck a été bangard en 1665.
Du mariage de Jean Gaspard Hillenweck avec Ursule Seelman(n) sont nés notamment :  
- Jean (Jean Thiébaut) Hillenweck (Thann 1664-Thann 1742), bangard en 1715, qui s’est marié à Thann en 1702 ou 1703 avec Marie Cunégonde Bechler (Thann 1681-Thann 1760) ;
- François Hillenweck (Thann 22 mai 1673-Thann 11 octobre 1748), artiste peintre, bangard en 1714, sénateur, qui s’est marié à Thann le 30 janvier 1704 avec Marie Catherine Jung (décédée à Thann en 1743), sans enfant ;
- Matthias ou Mathieu Hillenweck (Thann 1682-Thann 1752), bangard en 1723, probablement cloutier, qui s’est marié à Thann en 1706 avec Anne Marie Buch (Thann 1678-Thann 1744).

## Le peintre François Hillenweck
Fils de Gaspard Hillenweck et d'Ursule Seelmann, François Hillenweck, auteur d’une œuvre picturale répertoriée par le ministère de la culture, est mentionné dans l'inventaire topographique réalisé par ce même ministère, et dans le dictionnaire du patrimoine alsacien. Ses œuvres sont d’inspiration religieuse, marquée par le catholicisme qui, face au protestantisme, prônait le culte de la Vierge et des saints, et fournissait ainsi aux artistes une matière abondante. Il a peint de grands tableaux sur toile commandés en particulier par les Franciscains de Thann et les Dominicains de Guebwiller  à l'occasion de la rénovation de leurs églises. On trouve aussi des œuvres de lui dans la région de Colmar, à Widensolen et à Kientzheim (paroisse dont le curé, de 1763 à 1791, puis de 1802 à 1812, a été François Joseph Hillenweck, petit-fils de Jean Hillenweck frère du peintre. Voir ci-dessous les descendants de Jean Hillenweck).

## Les Hillenweck après François Hillenweck
François Hillenweck n’a pas eu d’enfant. Les Hillenweck en vie au début du XXIe siècle, peu nombreux, descendent de ses frères Jean et Mathieu.

### Les descendants de Jean Hillenweck frère de François
Du mariage de Jean Hillenweck avec Marie Cunégonde Bechler sont nés notamment Thiébaut Antoine, François Joseph, François Thiébaut et Georges Louis : 
- Thiébaut Antoine Hillenweck (Thann 1703-Thann 1782) s’est marié à Thann en 1732 avec Marie Marguerite Tschan(n). Leurs descendants Hillenweck en vie au début du XXIe siècle sont nés à Belfort ; dans le département du Doubs ; dans la région de Lyon ; dans la région parisienne ;
- François Joseph Hillenweck (Thann 1705-Thann 1739) s'est marié à Thann en 1729 avec Anne Marie Kirchmeyer ; de ce mariage est né François Joseph Hillenweck (Thann 1731-Kientzheim 1817), curé de Kientzheim ;
- François Thiébaut Hillenweck (Thann 1711-Thann 1754), boucher, bangard en 1752, s’est marié à Thann en 1740 avec Jeanne Rumersch. Leurs descendants Hillenweck en vie au début du XXIe siècle sont nés à Morschwiller-le-Bas dans la banlieue de Mulhouse ; à Altkirch (Haut-Rhin) ; à Belfort ; à Besançon ; à Baden-Baden ; dans la région lyonnaise ; dans la région de Toulouse; dans la région parisienne ;
- Georges Louis Hillenweck (Thann 1718-Thann 1800), marchand, s’est marié à Thann en 1743 avec Elisabeth Rumersch, puis en 1757 avec Marie Elisabeth Lisch. De ce second mariage sont issus des Hillenweck en vie au début du XXIe siècle à Mulhouse et dans la région parisienne.

Un descendant de François Thiébaut Hillenweck (1711-1754), Ferdinand Hillenweck (Morschwiller-le-Bas 1905-Toulouse 1996), a été administrateur de la France d'outre-mer, maire de Bobo-Dioulasso en Haute-Volta (aujourd'hui Burkina Faso) de 1949 à 1952. Il a eu cinq enfants, dont quatre sont nés en Afrique (un à Brazzaville, un au Sénégal, et deux en Haute-Volta). Il a laissé des souvenirs autobiographiques intitulés Fièvres erratiques. Dans un livre collectif sur la Haute-Volta coloniale, il raconte en particulier qu'il a reçu à Bobo-Dioulasso comme hôtes de passage François Mitterrand, ainsi qu'en mars ou avril 1950 Jean-Paul Sartre et Simone de Beauvoir. Celle-ci a évoqué ce bref séjour dans La Force des choses (1963), en dressant un tableau peu flatteur de la ville, mais en concédant que Sartre et elle ont été bien reçus par l'administrateur.

### Les descendants de Mathieu Hillenweck, autre frère de François
Du mariage de l'autre frère du peintre, Mathieu, avec Anne Marie Buch, sont nés Georges Thiébaut et Jean :    
- Georges Thiébaut Hillenweck (Thann 1716-Thann 1768) s’est marié à Thann en 1748 avec Elisabeth Baur ; de ces époux descendent les frères Thiébaut, Léon et Clément Hillenweck de Thann évoqués ci-dessous ;
- Jean Hillenweck (Thann 1718-Thann 1790) s’est marié à Thann en 1742 avec Marie Madeleine Kueneman(n) ; de ce mariage descendent des Hillenweck vivant à Quimper au début du XXIe siècle.

Ce que les frères Thiébaut, Léon et Clément Hillenweck ont vécu en 1914-1918 et en 1939-1945 a été rapporté par Thiébaut lui-même dans ses souvenirs  et par Pierre Saint Girons - maire militaire de Thann pendant la première de ces deux guerres .
Thiébaut Hillenweck (Thann 1894-Mulhouse 1971), engagé volontaire dans l’armée française en 1914, envoyé en Indochine de même que deux douzaines de Thannois (les Alsaciens engagés sur le front français risquaient d’être fusillés comme déserteurs par les Allemands), a été promu sergent-major en 1918 (il était sous-lieutenant en 1939-1940) ; revenu en Alsace en 1919, journaliste, comptable - par la suite commerçant à Thann (librairie-papeterie), président du syndicat d'initiative -, il s’est marié à Hégenheim en 1923 avec Emma Greder (Hégenheim 1902-Thann 1991), fille d’Emile Greder, commerçant, et de Rose Monique Wanner. Thiébaut Hillenweck, sa femme et ses enfants ont été expulsés d’Alsace par les Allemands en 1940. Ils ont eu trois filles, dont deux en vie au début du XXIe siècle, à Saint-Louis (Haut-Rhin) et à Macon.
Léon Hillenweck (Thann 1895-Hanoï 1917), engagé volontaire dans l’armée française avec son frère Thiébaut, a été envoyé comme lui en Indochine. Il est mort pour la France après avoir été grièvement blessé lors d’une rébellion des Indochinois.
Clément Hillenweck (Thann 1907-Thann 1977), pâtissier, passionné d’histoire locale, s’est marié à Thann en 1936 avec Germaine Venier (Thann 1909-Mulhouse 1986). Résistant, ami du résistant René Ortlieb, il a été fait officier de la légion d’honneur. De son mariage sont nées quatre filles, dont deux en vie au début du XXIe siècle dans la région de Saint-Louis.